# Friedrich Borges
Friedrich Borges (* 18. April 1909 in Hamborn; † 22. August 1975 in Ruhmannsfelden) war ein deutscher Politiker der SPD.
Friedrich Borges besuchte eine Volksschule, machte eine kaufmännische Lehre und arbeitete anschließend bei der August Thyssen-Hütte. 1923 trat er dem Zentralverband der Angestellten bei, im folgenden Jahr der Sozialistischen Arbeiter-Jugend (SAJ) und schließlich 1927 der SPD bei. Wegen seiner gewerkschaftlichen Arbeit wurde Borges 1932 bei der Thyssen-Hütte entlassen und wurde Angestellter des Zentralverbands der Angestellten. Mit der „Machtergreifung“ der Nationalsozialisten wurde er 1933 entlassen und arbeitslos. 1936 wurde er Angestellter des Ostelbischen Braunkohlen-Syndikats. Mit dem Beginn des Zweiten Weltkriegs wurde Borges 1939 zur Schutzpolizei und später ab 1944 zur Wehrmacht eingezogen.
Nach dem Krieg wurde Borges bereits 1945 Angestellter beim Berliner Bezirksamt Spandau. Bei der Berliner Wahl 1950 wurde er in die Bezirksverordnetenversammlung im Bezirk Spandau gewählt. Da Fritz Bühl (1919–1985) im Januar 1959 als Bezirksstadtrat in Spandau gewählt wurde, konnte Borges in das Abgeordnetenhaus von Berlin nachrücken. Bei der folgenden Wahl 1963 wurde er zunächst in das Abgeordnetenhaus gewählt, schied aber im Februar 1965 aus, da er als Bezirksstadtrat für Finanzen in Spandau gewählt wurde. Dieses Amt hat er bis 1971 ausgefüllt.